# 会えない長い日曜日
「会えない長い日曜日」（あえないながいにちようび）は、藤本美貴のデビューシングル。2002年3月13日発売。

## 概要
- テレビ東京系「アイドルをさがせ!」エンディングテーマ。
- カップリング曲「Let's Do 大発見!」は、テレビ東京系「新・美少女日記」オープニングテーマ。

## 収録曲
全作詞・作曲：つんく
1. 会えない長い日曜日
編曲：鈴木Daichi秀行
2. Let's Do 大発見!
編曲：鈴木俊介
3. 会えない長い日曜日 (Instrumental)

## 参加ミュージシャン
会えない長い日曜日
- プログラミング：鈴木Daichi秀行
- コーラス：つんく・ICHIKO

Let's Do 大発見!
- プログラミング＆ギター：鈴木俊介
- ベース：小松秀行
- ドラム：佐野康夫
- パーカッション：三沢またろう
- キーボード：河合代介
- コーラス：稲葉貴子